# وليد فياض
وليد فياض سياسي لبناني، يشغل منصب وزير الطاقة والمياه في حكومة نجيب ميقاتي منذ 10 سبتمبر 2021.